# Bierzyński
Bierzyński (forma żeńska: Bierzyńska, liczba mnoga: Bierzyńscy) – polskie nazwisko. Pochodzi  od nazwy jednej z posiadłości mianowanej Bierzyn.
- Józef Bierzyński – regimentarz generalny województw i ziem złączonych, marszałek sieradzki konfederacji barskiej w 1769 roku, starosta perejasławski (1780)
- Józef Kajetan Bierzyński – pisarz ziemski żytomierski (1768) i podkomorzy żytomierski (1783), podstoli owrucki (1779), podkomorzy kijowski (1790), poseł na Sejm Czteroletni z województwa kijowskiego (1788–1792)
- Felicjan Bierzyński – podkomorzy żytomierski w latach 1766–1771, chorąży owrucki w latach 1758–1766, stolnik owrucki w latach 1748–1758, wojski żytomierski w latach 1737–1758, starosta szauliski w latach 1732–1762
- Michał Bierzyński –  żołnierz NSZ Okręg Lublin, dowódca oddziału PAS NZW w Okręgu Białystok, szef PAS w Komendzie Powiatu NZW Łomża.
- Onufry Bierzyński  – kasztelan żytomierski w latach 1775–1783, starosta szawulski w 1766 roku